# Frau fiscal
Frau fiscal és el frau comès contra la Hisenda pública, en forma d'evasió d'impostos o de qualsevol altra d'irregularitat que tingui com a conseqüència un benefici il·lícit o no declarat, amb conseqüències fiscals. Quan supera una certa quantitat, es considera delicte fiscal, i es pot sancionar amb penes privatives de llibertat, mentre que els fraus de menor quantitat es tramiten per via administrativa, sancionats amb multes.
L'economia submergida o informal, de la qual formen part les activitats il·lícites per la seva pròpia naturalesa (tràfic de drogues, prostitució, tràfic d'armes i tota mena de delinqüència, especialment la delinqüència organitzada), té com a conseqüència inevitable algun tipus de frau fiscal, de manera que en moltes ocasions és més fàcil per als acusadors públics (fiscalia) demostrar delicte fiscal que delicte ordinari en els processos judicials. El cas més conegut popularment és el d'Al Capone, líder de la màfia de Chicago als anys trenta, a qui, tot i ser notori que era responsable de tota mena de delictes greus (incloent-hi assassinats), no es van poder provar altres delictes que els provinents de frau fiscal.

## Frau fiscal à Espanya
| Frau fiscal detectado a Espanya 2010-2016 (milions d'euros) |
| ----------------------------------------------------------- |
|                                                             |
| Font: Agencia Tributaria                                    |
| Viquipèdia                                                  |